# Bernd Schneider (Fußballspieler)
Bernd „Schnix“ Schneider (* 17. November 1973 in Jena) ist ein ehemaliger deutscher Fußballspieler, der auch für die deutsche Nationalmannschaft auflief. Nach der Jugendzeit in seiner Geburtsstadt kam er 1991 zu seinen ersten Spielen im Herrenbereich für den FC Carl Zeiss Jena. Nach über 170 Spielen für die Mannschaft wechselte er 1998 in die Bundesliga zu Eintracht Frankfurt, im Jahr darauf zum Ligakonkurrenten Bayer 04 Leverkusen, für den er zehn Jahre lang aktiv war. Mit den Leverkusenern wurde er in den Saisons 1999/2000 und 2001/02 Vizemeister in der Liga, in letzterer erreichte er zudem die Finals um den DFB-Pokal sowie die Champions League. 2009 beendete er seine Karriere nach 296 Bundesliga-Spielen, in denen er 39 Tore erzielte.

## Vereinskarriere
Mit dem Fußballspielen begann Schneider im Alter von sechs Jahren bei der BSG Aufbau Jena-Lobeda (später SSV Lobeda, 2007 vom Spielbetrieb zurückgezogen). Drei Jahre später wechselte er zum bekanntesten Verein der Region, zum FC Carl Zeiss Jena. Dort spielte er erst in diversen Jugendmannschaften und bei der U16-EM 1990 in seiner Heimatregion auch für die DDR-Jugendnationalelf, bevor er zur Saison 1991/92 in den Kader der ersten Mannschaft aufgenommen wurde und am 13. August 1991 sein Profidebüt im Alter von 17 Jahren in der 2. Bundesliga gab. In den ersten drei Jahren im Kader der ersten Mannschaft kam Schneider nur zu gelegentlichen Einsätzen. Dies änderte sich erst in der Saison 1994/95, als er in allen Saisonspielen zum Einsatz kam und mit sieben Toren maßgeblichen Anteil am direkten Wiederaufstieg der Mannschaft in die 2. Bundesliga hatte. In diesem Jahr konnte Carl Zeiss Jena auch den Thüringenpokal erringen. Die nächsten drei Jahre verbrachte Schneider mit Jena in der zweiten Bundesliga und er stieg zu einer festen Größe im Mannschaftsgefüge auf. Nachdem Jena 1997/98 den Klassenerhalt in der 2. Bundesliga verpasste, wechselte Schneider in die Bundesliga zum Aufsteiger Eintracht Frankfurt.
In Frankfurt wurde Schneider sofort zum Stammspieler und konnte sich durch vier Tore und sieben Torvorlagen auszeichnen. Erst am letzten Spieltag konnte sich die Eintracht in einem spannenden Saisonfinale durch einen überraschenden 5:1-Sieg gegen den 1. FC Kaiserslautern den Verbleib in der ersten Profiliga sichern. Schneider hatte dabei mit einem Tor und einer Torvorlage entscheidend mitgewirkt. Zu diesem Zeitpunkt war allerdings schon bekannt, dass der 25-Jährige den Verein zum Saisonende verlassen und an den Rhein zu Bayer 04 Leverkusen wechseln würde.
Schneider begann seine erste Saison (1999/2000) bei Leverkusen als Stammspieler, konnte diese Position speziell in der zweiten Saisonhälfte aber nicht mehr behaupten und wurde so mehr und mehr in einer Jokerrolle eingesetzt. Leverkusen verpasste in dieser Saison in letzter Sekunde die Meisterschaft und belegte am Ende den zweiten Platz. Schneider erzielte drei Tore in der Saison.
Auch in seiner zweiten Saison bei Leverkusen kam Schneider nicht über die Jokerrolle hinaus, zwei Tore standen am Ende auf seinem Konto und Leverkusen belegte Platz 4 in der Bundesliga.
2001/02 schaffte Schneider schließlich den Sprung in die Stammformation der Werkself. Fünf Tore und elf Torvorlagen zeugten am Ende von einer erfolgreichen Saison für den 28-Jährigen. Die Freude über diese starke Saison wurde jedoch durch die entscheidenden Niederlagen in der Bundesliga (Leverkusen verpasste wiederum knapp die Meisterschaft), im DFB-Pokalfinale und im Champions-League-Finale getrübt. Dass Schneider auch mit der deutschen Nationalmannschaft am Ende den zweiten Platz bei der Fußball-Weltmeisterschaft 2002 belegte, passte zum Saisonverlauf.
Zur Saison 2002/03 hatten einige wichtige Spieler der Vorjahre den Verein verlassen, so dass Schneiders Rolle in der Mannschaft noch wichtiger wurde. Leverkusen konnte erst spät in der Saison den Abstieg in die 2. Bundesliga verhindern. Schneider selbst verpasste die letzten Saisonspiele aufgrund einer Sperre für einen Platzverweis. 2003/04 wurde für den Nationalspieler erfolgreicher, mit zehn Saisontoren konnte er Leverkusen auf Platz 3 und damit zurück in das internationale Geschäft führen. 2004/05 reichte ein 6. Platz zur Qualifikation für den UEFA-Pokal.
Die Saison 2005/06 wurde für Schneider zunächst durch eine Rotsperre und kleinere Verletzungen getrübt. Nachdem Leverkusen zwischenzeitlich mit Platz 12 nach der Hinrunde in Abstiegsgefahr geraten war, konnte sich die Mannschaft in der zweiten Saisonhälfte deutlich steigern und erreichte mit Platz 5 die erneute Qualifikation für den UEFA-Pokal. Schneider selbst konnte mit 2 Toren und 7 Torvorlagen in der Rückrunde zu dieser Entwicklung beitragen.
Nach einem mäßigen Hinrundenstart 2006/07 gelang Leverkusen mit 3 Siegen aus den letzten 4 Hinrundenspielen mit Platz 6 noch der Anschluss an die internationalen Plätze zur Winterpause. Schneider, der auf 3 Torvorlagen in der Hinrunde kam, wurde sowohl vom Kicker-Magazin als auch von Sport1.de in die Saisonelf der Hinrunde gewählt. Am 28. Januar 2007 erzielte er im Spiel gegen Alemannia Aachen seinen ersten „Doppelpack“ in einem Bundesligaspiel. Diesen Erfolg konnte er im Spiel gegen den 1. FC Nürnberg am 21. April 2007 wiederholen. Zum Saisonende kam Schneider auf insgesamt 6 Tore und 11 Vorlagen und stellte damit seine persönliche Bestmarke von 17 Scorer-Punkten aus der Saison 2003/04 ein. Bayer beendete die Saison auf Platz 5. Bei der Wahl zum Fußballer des Jahres belegte Schneider hinter Mario Gómez und Diego Platz 3.
Am 33. Spieltag absolvierte Schneider sein einziges Spiel der Saison 2008/09. Ein komplizierter Bandscheibenvorfall hatte ihn zuvor zu einer Pause von 398 Tagen gezwungen. Sein Comeback auf dem Rasen gab er beim 5:0 für Bayer 04 gegen Borussia Mönchengladbach, zu dem er eine Vorlage beisteuerte. Dieses Spiel war zugleich sein letztes Bundesligaspiel.
Seit September 2011 spielt er in seiner Heimatstadt in der Freizeitmannschaft der Grasshoppers Jena.

## Deutsche Nationalmannschaft

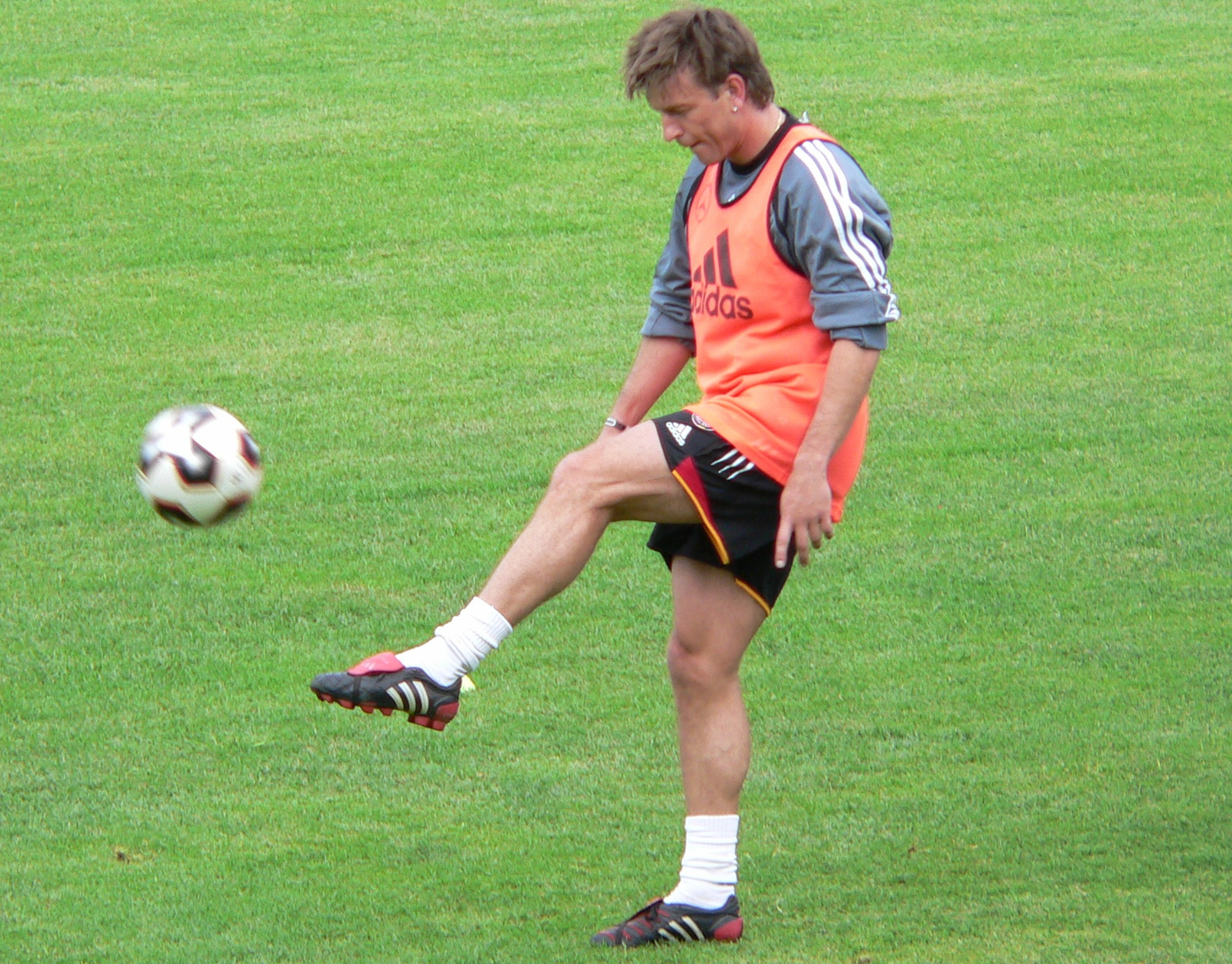
Bernd Schneider bei der Nationalmannschaft (2005)

Sein Debüt in der deutschen Nationalmannschaft gab er am 28. Juli 1999 beim 2:0-Erfolg gegen Neuseeland in Guadalajara während des Konföderationen-Pokals in Mexiko, wurde jedoch nicht für den Kader zur Europameisterschaft 2000 berücksichtigt.
Seinen Durchbruch im Team schaffte Schneider erst kurz vor Beginn der Weltmeisterschaft in Japan und Südkorea, nachdem er neben Michael Ballack eine der überzeugendsten Leistungen in den Relegationsspielen gegen die Ukraine ablieferte. Während der WM war Schneider in der Folge als Stammspieler gesetzt und verpasste auf dem Weg ins Finale nur wenige Spielminuten. Im Finale gegen die brasilianische Elf machte Schneider eines der besten Spiele seiner Karriere, obwohl es letztlich nicht zum Weltmeistertitel reichte.
Zwei Jahre später folgte bei der Teilnahme an der Europameisterschaft 2004 in Portugal wohl der Tiefpunkt in Schneiders Länderspielkarriere, als er schwach spielte, einige große Torchancen ausließ und so maßgeblich am frühen Ausscheiden der deutschen Elf beteiligt war. Von dortan ging es allerdings wieder aufwärts. Beim Konföderationen-Pokal in Deutschland führte Schneider am 21. Juni 2005 im Spiel gegen Argentinien das deutsche Team erstmals (insgesamt neunmal) als Kapitän auf das Spielfeld.
Trotz stetig wachsender Konkurrenz auf seiner Position wurde Schneider von Nationaltrainer Jürgen Klinsmann auch für die Weltmeisterschaft 2006 in Deutschland in den Kader der Mannschaft berufen. Dort führte er am 9. Juni 2006 die Mannschaft für den verletzten Michael Ballack beim Eröffnungsspiel des Turniers als Kapitän auf das Spielfeld. Im Turnierverlauf wurde Schneider in höchsten Tönen von Trainer Klinsmann gelobt, der ihn als den ersten Spieler bezeichnete, den er als Trainer von Real Madrid verpflichten würde. Am 8. Juli 2006 erreichte er mit der Nationalmannschaft den 3. Platz bei der WM im eigenen Land. Zuvor war die deutsche Mannschaft im Halbfinale gegen Italien gescheitert. Schneider hatte in diesem Spiel eine Großchance vergeben, was der Sänger Xavier Naidoo in seinem Song Danke wie folgt verarbeitete:
„Wir haben uns so gewünscht, dass Bernd Schneider

Dieses eine Tor macht, doch es wurde nichts, leider

Aber Kopf hoch, Bernd, wir haben dich mehr als gern

Als du spieltest flogen Funken, du bist ’n Pfundskerl“.
Die gute Zusammenarbeit zwischen Klinsmann und Schneider wurde auch nach Turnierende weiter bestätigt, als Schneider zunächst erklärte, dass er seine Karriere in der Nationalmannschaft nur unter Bundestrainer Klinsmann fortsetzen würde. Letztlich erklärte Schneider aber im August 2006, dass er auch unter dem neuen Bundestrainer Joachim Löw weiter zur Verfügung stehen würde, da er damit rechne, dass Löw die Philosophie von Klinsmann fortführt.
Schneider war unter Löw Vizekapitän der Nationalmannschaft. Auf Grund der Bandscheiben-Operation im April 2008, die letztlich auch seine Karriere beendete, stand er für die EM 2008 in Österreich und der Schweiz nicht zur Verfügung. So war der 3:0-Auswärtssieg der Nationalelf am 6. Februar 2008 gegen Österreich sein 81. und auch letztes Länderspiel.

## Karriereende
Am 26. Juni 2009 bat Schneider um Auflösung seines Vertrages bei Bayer 04 Leverkusen. Seine im April 2008 erlittene Rückenverletzung machte eine Fortsetzung der Karriere unmöglich. Sein Vertrag bei Bayer Leverkusen lief ursprünglich bis zum Abschluss der Saison 2009/10.
Schneider wurde am 5. September 2009 in der umgebauten BayArena verabschiedet und bestritt dort am 10. Mai 2010 vor 20.000 Zuschauern sein Abschiedsspiel gegen eine Allstars-Auswahl, in der viele der Weggefährten seiner Fußballkarriere aus Jena, Frankfurt, der Nationalmannschaft und seinem letzten Verein Bayer Leverkusen ihm die Ehre erwiesen haben. In der Allstars-Mannschaft spielten dabei: Perry Bräutigam (46. Jens Lehmann) – Uwe Bindewald (27. Marco Gebhardt/54.  Mark Zimmermann), Jens Nowotny, Boris Živković (61. Schur), Diego Placente (52. Marko Babić) – Bernd Schneider (46. Stefan Beinlich) [Schneider spielte in der zweiten Hälfte bei Bayer Leverkusen weiter], Carsten Ramelow (61. Ansgar Brinkmann), Dietmar Hamann (46. Torsten Ziegner/66. Michael Ballack), Zé Roberto – Oliver Neuville (25. Dimitar Berbatow), Yıldıray Baştürk (31. Ulf Kirsten/58. Paulo Rink)

## Spielweise
Schneider war neben seiner angestammten Position im halbrechten Mittelfeld auch im zentralen Mittelfeld sowie in der Außenverteidigung vielseitig einsetzbar. Als starker Techniker, weshalb er auch als der „weiße Brasilianer“ bezeichnet wurde, war er in der Lage, seine Mitspieler in gute Schusssituationen zu bringen, wobei er selbst eher selten den Abschluss suchte, dies aber ab und an auch mit Erfolg tat. Bei Bayer Leverkusen war er in der Saison 2003/04 mit zehn Treffern einer der torgefährlichsten Mittelfeldspieler in der Liga.

## Karriere als Funktionär
In der Saison 2009/10 war Schneider in verschiedenen Abteilungen bei Bayer 04 Leverkusen tätig, darunter in den Bereichen Scouting und Jugend.

## Privates
Schneider ist liiert und hat mit seiner Lebensgefährtin eine Tochter und einen Sohn.

## Erfolge
Nationalmannschaft
- Vizeweltmeister 2002
- 3. Platz Weltmeisterschaft 2006
- 3. Platz Konföderationen-Pokal 2005
- Teilnahme Europameisterschaft 2004 und Konföderationen-Pokal 1999

Nationale Vereinswettbewerbe
- 2 × Deutscher Vizemeister (2000, 2002)
- 2 × Deutscher Pokalfinalist (2002, 2009)

Internationale Vereinswettbewerbe
- Champions-League-Finalist (2002)
- 66 Europapokalspiele und 9 Tore für Bayer Leverkusen in Champions-League (50/5) und UEFA-Pokal (16/4)

Auszeichnungen
- Silbernes Lorbeerblatt 2006
- Torschütze des Monats März 2001,[9] Oktober 2001[10] und Februar 2007[11]